# 克里阳乡
克里阳乡，是中华人民共和国新疆维吾尔自治区和田地區皮山县下辖的一个乡镇级行政单位。

## 行政区划
克里阳乡下辖以下地区：
墩库勒村、克里阳村、塔合塔科瑞克村、阿克其格村、托万恰喀村、尤勒滚加依村、依斯法罕村、亚开其格村和喀热曼村。